# Gaig de bardissa de Mèxic
El gaig de bardissa de Mèxic (Aphelocoma wollweberi) és una espècie d'ocell de la família dels còrvids (Corvidae) que habita boscos i matolls del centre d'Arizona, sud-oest de Nou Mèxic, nord de l'estat de Chihuahua, oest de Texas, nord de Coahuila, centre de Nuevo León i oest de Tamaulipas.

## Morfologia
El gaig de bardissa mexicà és un passeriforme de mida mitjana a gran (~ 120 g) similar en grandària a la majoria dels gaigs, amb un cap blau, mantell blau grisós, ales i cua blaves i pit i parts inferiors de color gris pàl·lid. Els sexes són morfològicament similars i els joves només es diferencien per tenir menys coloració blava i, en algunes poblacions, un bec rosat/pàl·lid (en lloc de negre) que progressivament es torna més negre amb l'edat (Brown i Horvath 1989). Algunes guies de camp informen erròniament que aquest color és groc perquè el bec pàl·lid es torna groc a les pells dels estudis de museus. L'iris és marró i les potes són negres. Es distingeix més fàcilment del similar gaig de bardissa de Woodhouse per la gola i el pit llisos (sense ratlles), i el mantell que contrasta menys amb el cap i les ales. La seva àrea de distribució se superposa una mica amb el gaig de bardissa de Woodhouse, però, on coexisteixen, les dues espècies semblen mostrar un desplaçament ecològic i morfològic (Curry  et al. 2002).

## Ecologia
És originari de la Sierra Madre Oriental, Sierra Madre Occidental i l'altiplà central de Mèxic, així com a l'est d'Arizona, a l'oest de Nou Mèxic i a l'oest de Texas als Estats Units. El seu hàbitat preferit és el bosc de roures i de pins de muntanya.

A l'hivern, la dieta del gaig de bardissa mexicà consisteix principalment en glans i pinyons, que s'emmagatzemen a la tardor. Tot i això, són omnívors en totes les estacions i la seva dieta inclou una gran varietat de matèries vegetals i animals, inclosos invertebrats, petits amfibis i rèptils, i ous i nius d'ocells (McCormack i Brown 2008).
Té un sistema de cria cooperativa similar i relacionat al del gaig de bardissa de Florida, amb diverses aus ajudant en un niu; aquests "ajudants" solen ser descendents immadurs de la parella dominant dels 1-2 anys anteriors, però també inclouen membres del grup aparentment no relacionats.

## Taxonomia i sistemàtica
Una recent decisió del Comitè de llista de verificació de la Unió Americana d’Ornitòlegs va elevar algunes poblacions del gaig de bardissa mexicans a una espècie independent, anomenada gaig de bardissa ultramarí (A. ultramarina), basada en diferències fenotípiques diagnosticables en plomatge i morfologia, milions d’anys de divergència genètica i cap evidència del mestissatge amb els gaigs de bardissa mexicans. El gaig de bardissa ultramarí habita al bosc montà de l'Eix Volcànic Transversal del centre de Mèxic. Les poblacions del nord van conservar el nom comú de gaig de bardissa de Mèxic, però el nom llatí va canviar a A. wollweberi. Això es deu al fet que l'espècimen tipus era un gaig de bardissa ultramarí, el que significa que aquesta espècie tenia precedents del nom llatí original A. ultramarina.
Així, a partir d’aquesta decisió, ara hi ha cinc subespècies descrites del gaig de bardissa de Mèxic que es divideixen en tres grups divergents (vegeu més avall). Les diferències marcades de mida, color, vocalitzacions i genètica han portat alguns autors a considerar almenys dos d’aquests grups com a espècies separades (orientals i occidentals; Navarro-Sigüenza i Peterson 2004). Els tres grups habiten tres regions muntanyenques diferents al nord i al centre de Mèxic. Les ruptures genètiques en l’ADN mitocondrial i de microsatèl·lits es produeixen bruscament entre els grups, cosa que indica algunes barreres a l'intercanvi genètic (McCormack et al. 2008). La variació de mida entre els grups no sempre segueix la regla de Bergmann, ja que les poblacions més al sud de la Sierra Madre Oriental són més grans que les del nord. Els gaigs de bardissa mexicans tampoc no semblen seguir la regla de Gloger, ja que les poblacions de l'hàbitat àrid al sud-oest de Texas són molt blaves. D'altra banda, els gaigs de bardissa mexicans a Arizona, també hàbitat àrid, tenen un aspecte descolorit, d'acord amb la regla de Gloger.
Grup occidentalSierra Madre Occidental al nord de Jalisco al nord i centre d'Arizona i al sud-oest de Nou Mèxic. Els límits sud i est de Jalisco mereixen més estudis. Els joves tenen una base rosada/pàl·lida del bec negre durant un màxim de dos anys. Els ous són de color verd blau pàl·lid i sense taques, a diferència del grup oriental on els ous amb taques són comuns.
- Aphelocoma wollweberi gracilis

A la part oriental de Nayarit i al nord de Jalisco
La més petita de les subespècies occidentals amb una vocalització clara i aguda.
- Aphelocoma wollweberi wollweberi

Durango i Zacatecas
De mida intermèdia.
- Aphelocoma wollweberi arizonae

Sonora i Chihuahua al nord fins a Arizona i Nou Mèxic, Estats Units
La més gran i pàl·lida de totes les subespècies.
Grup oriental
Sierra Madre Oriental a Nuevo León i l'oest de Tamaulipas al nord fins a Texas (Muntanyes Chisos). Els exemplars joves tenen un exterior completament negre després d'emplomar, però el sostre de la mandíbula superior interna pot romandre parcialment blanc fins a dos anys. Els informes d'un comportament social menys social en comparació amb altres grups són relats creïbles i exagerats de la reproducció cooperativa (Ligon i Husar 1974) i existeixen grups de grans mides (Bhagabati i Horvath 2006).
- Aphelocoma wollweberi couchii

Més petit que l'anterior. La població d'aquesta última subespècie es distingeix per marques i preferències ecològiques més contrastades (aus de terres baixes). El color dels ous pot variar des del blau clar fins al blau Nil amb taca de color marró pàl·lid, més pesat a la meitat roma. Fa sons de sonall semblants a Cyanocitta i altres gaigs dels gènere Aphelocoma.
Grup de l'altiplà central
A l'altiplà central a Querétaro, Guanajuato, San Luis Potosí i a la part oriental de Jalisco. Semblant al grup oriental, però més gran en la majoria de característiques. Es distingeix per morfologia i plomatge en un ~80% dels exemplars. Hi ha una àrea d’aparent hibridació a San Luis Potosí que mereix ser estudiada.
- Aphelocoma wollweberi potosina